# Leon Osman
Leon Osman, född 17 maj 1981, är en engelsk före detta fotbollsspelare. Han tillbringade större delen av sin fotbollskarriär i Everton.
Han gjorde sin debut i det engelska landslaget den 14 november 2012 i en träningslandskamp mot Sverige som 31-åring.